# Mini-Europa
Mini-Europa ist ein Park, der sich im Bruparck beim Atomium in Brüssel befindet. In dem Park werden Monumente der Europäischen Union im Maßstab von 1:25 nachgebildet. Es werden rund 80 Städte und 350 Objekte dargestellt.

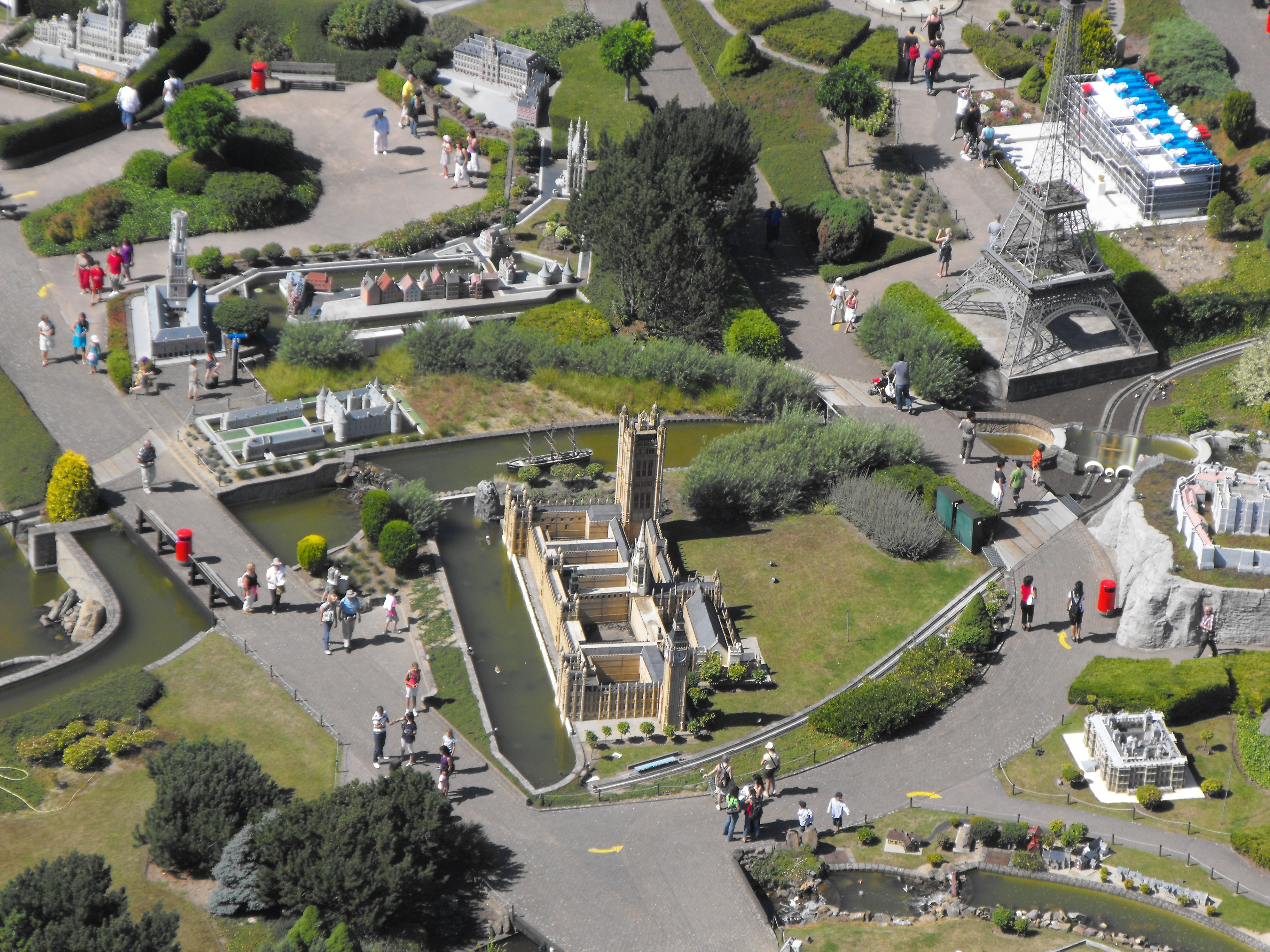
Blick vom Atomium auf Mini-Europa

Der Park ist für die Qualität seiner Modelle bekannt, von denen einige bis zu 350.000 Euro gekostet haben (Grand-Place/Grote Markt von Brüssel). Im Park befinden sich viele Animationen (darunter Züge, Mühlen, Ausbruch des Vesuvs, Airbus, ferngesteuerte Lastwagen). Am Ende des Rundgangs durch den Park befindet sich die interaktive Ausstellung „Spirit of Europe“, bei der die Europäische Union durch eine Reihe von interaktiven Spielen vorgestellt wird.
Der Park befindet sich auf einer Fläche von 24.000 m². Die Grundinvestition in den Park bis zu seiner Eröffnung durch Prinz Philippe im Jahr 1989 betrug 500 Millionen belgische Franken (10 Millionen Euro).
Mit 300.000 Besuchern pro Jahr (1997) und einem Umsatz von 3 Millionen Euro ist Mini-Europa eine wichtige touristische Attraktion von Brüssel.
Nachdem aufgrund der Pläne des NEO-Projektes die Zukunft des Parks bereits seit längerem in Frage stand, hatten die Betreiber zwischenzeitlich angekündigt, dass aufgrund gescheiterter Verhandlungen mit dem Geländeeigentümer der Park Ende 2020 definitiv schließen werde.
Am 12. Januar gab der Geschäftsführer bekannt, dass das Mini-Europe doch nicht schließen werde, sondern in das NEO-Projekt integriert und 2021 wieder öffnen solle.

## Modelle

### Europäische Union
Die Europäische Union wird durch das Berlaymont-Gebäude, dem Sitz der Europäischen Kommission, repräsentiert, und durch ein unscheinbares Gebäude, das bei Paris steht, in dem Jean Monnet die Robert-Schuman-Erklärung vorbereitet hat, die den Ausgangspunkt der Europäischen Union darstellt.

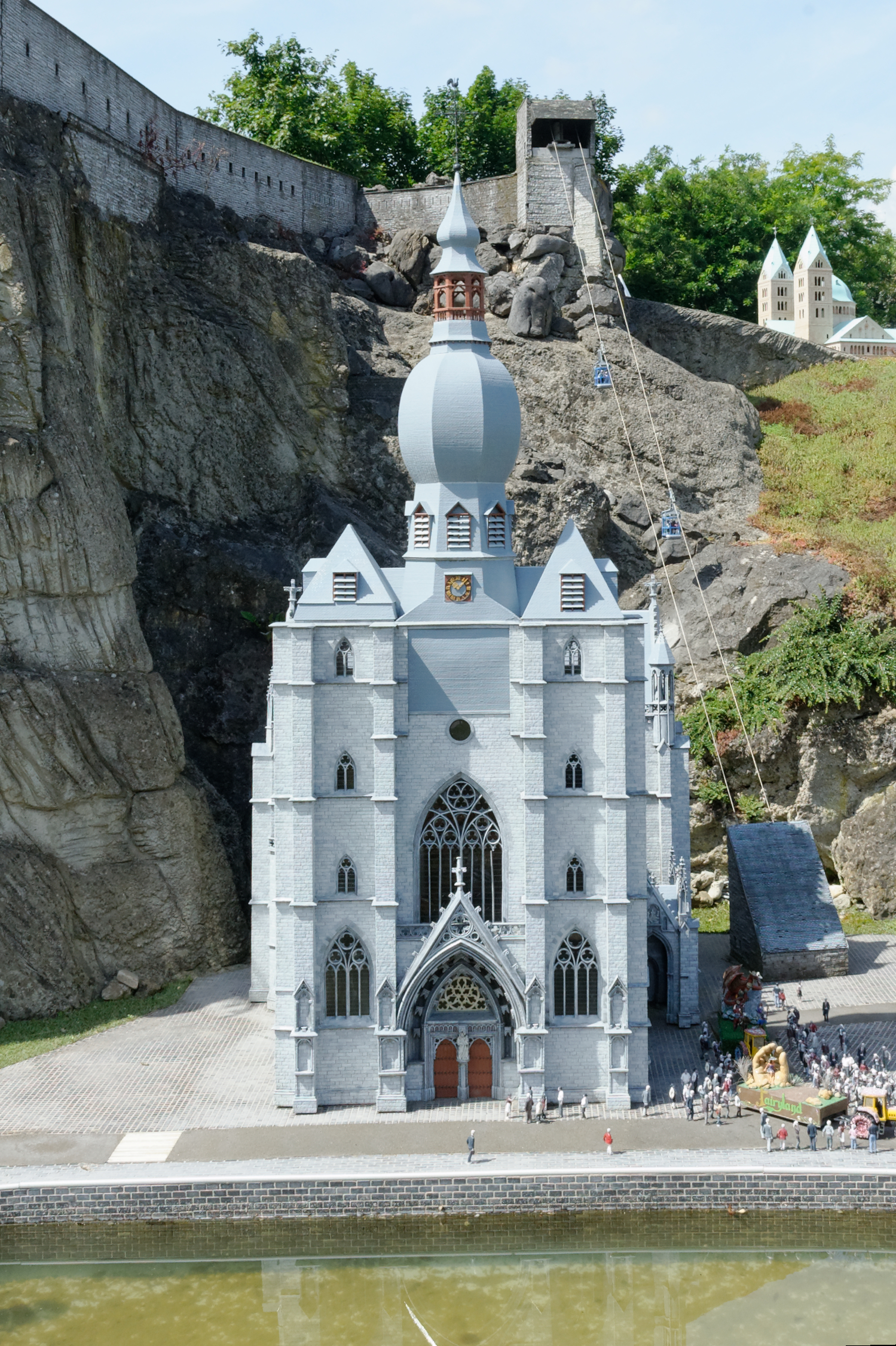
Collégiale Notre-Dame de Dinant
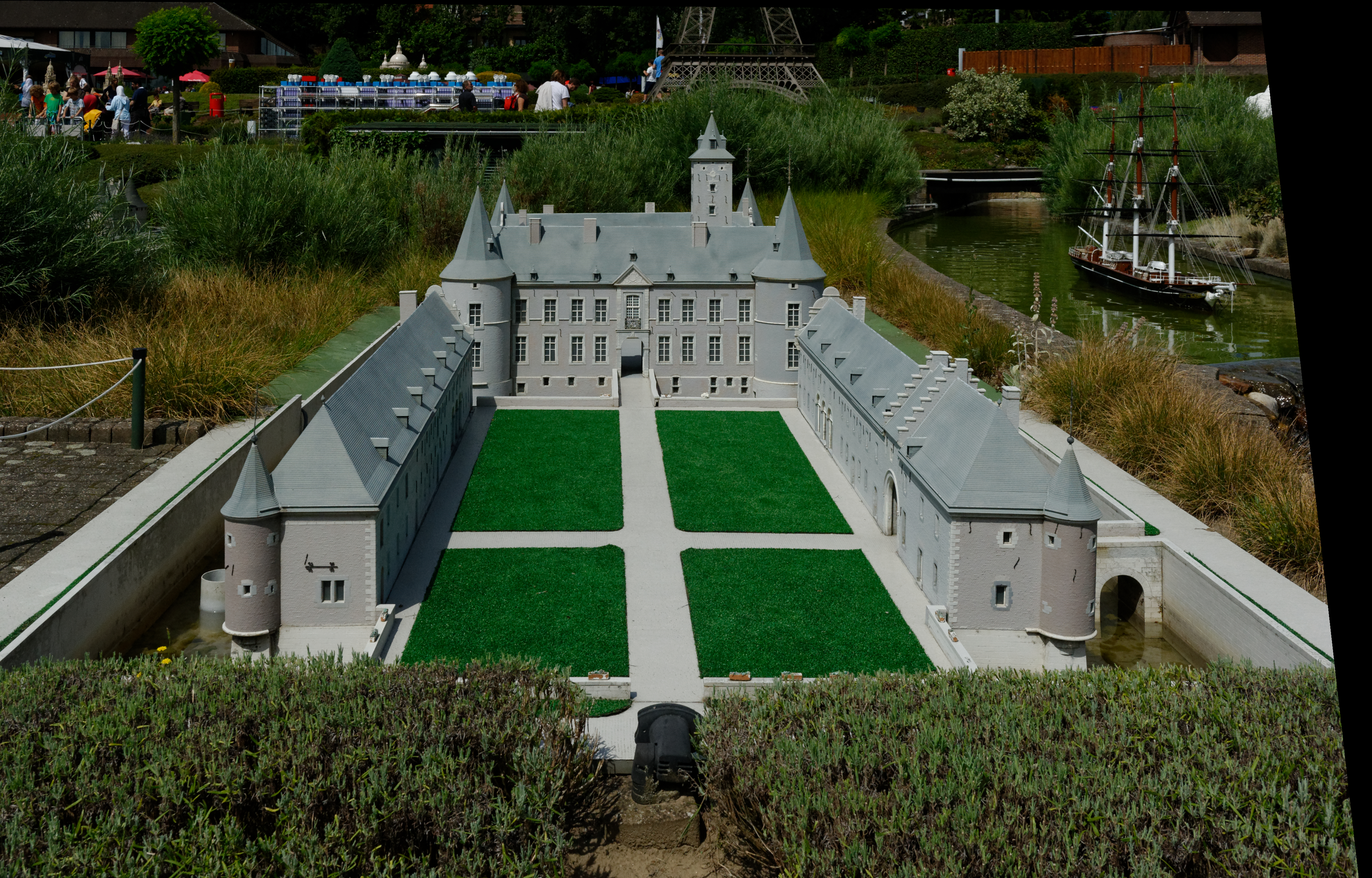
Schloss Alden Biesen
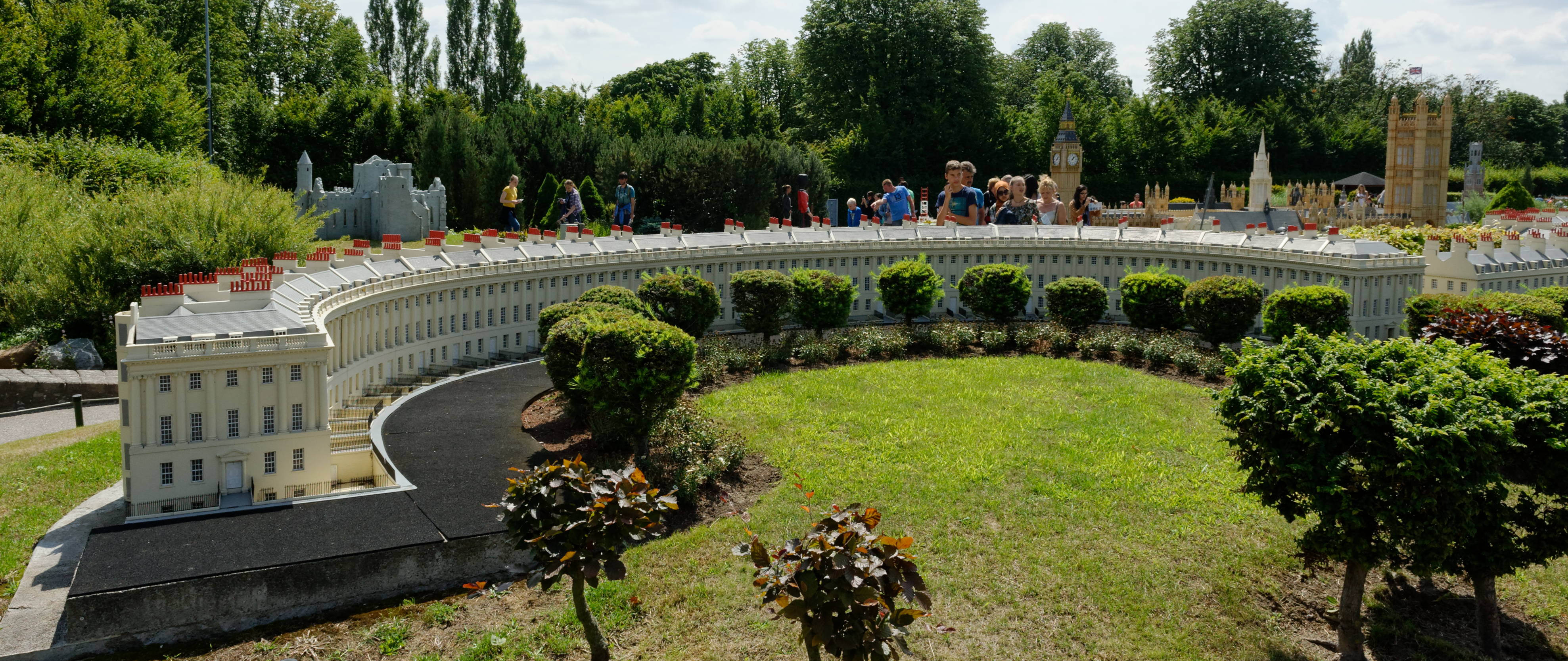
Royal Crescent
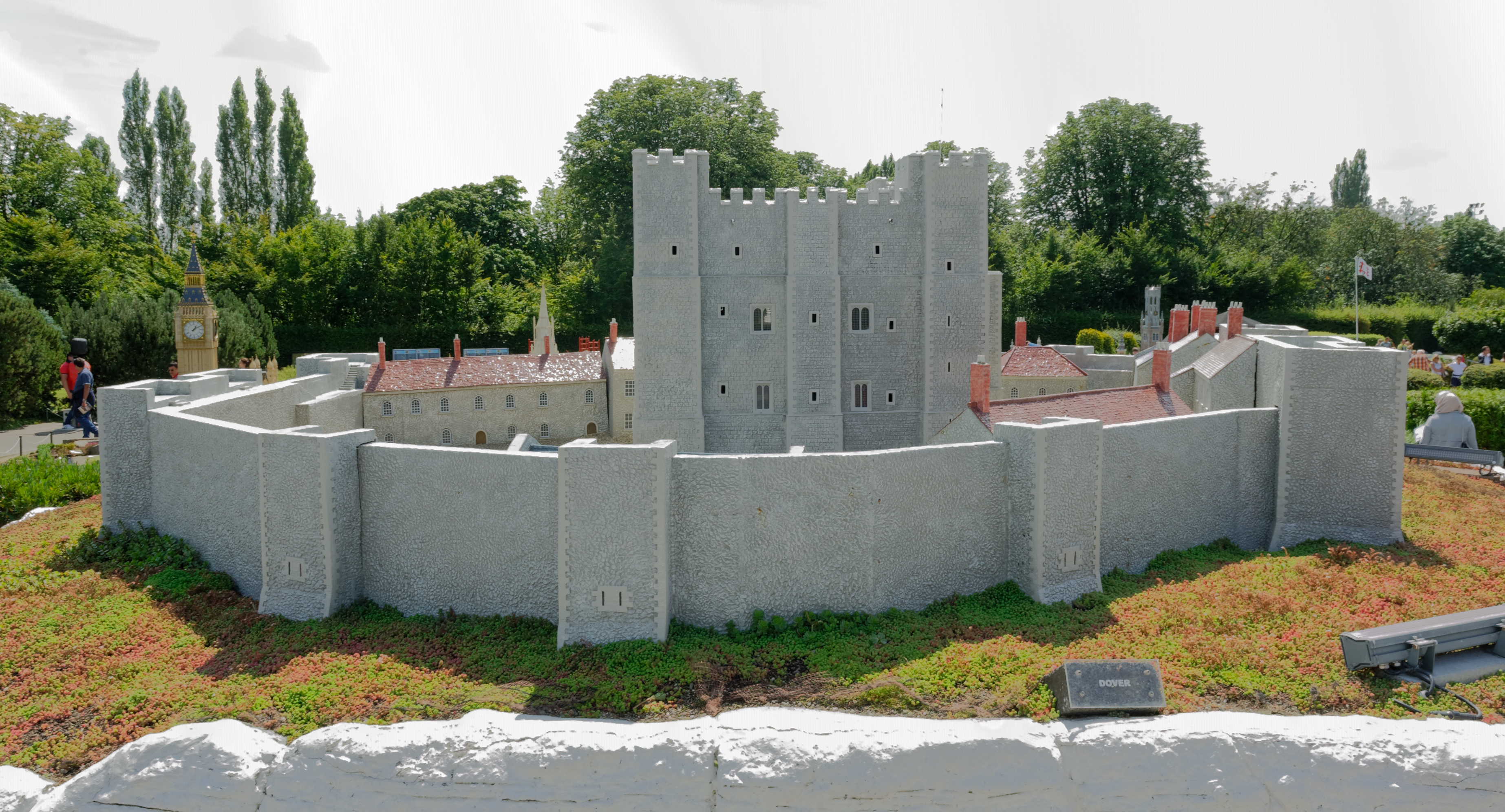
Dover Castle
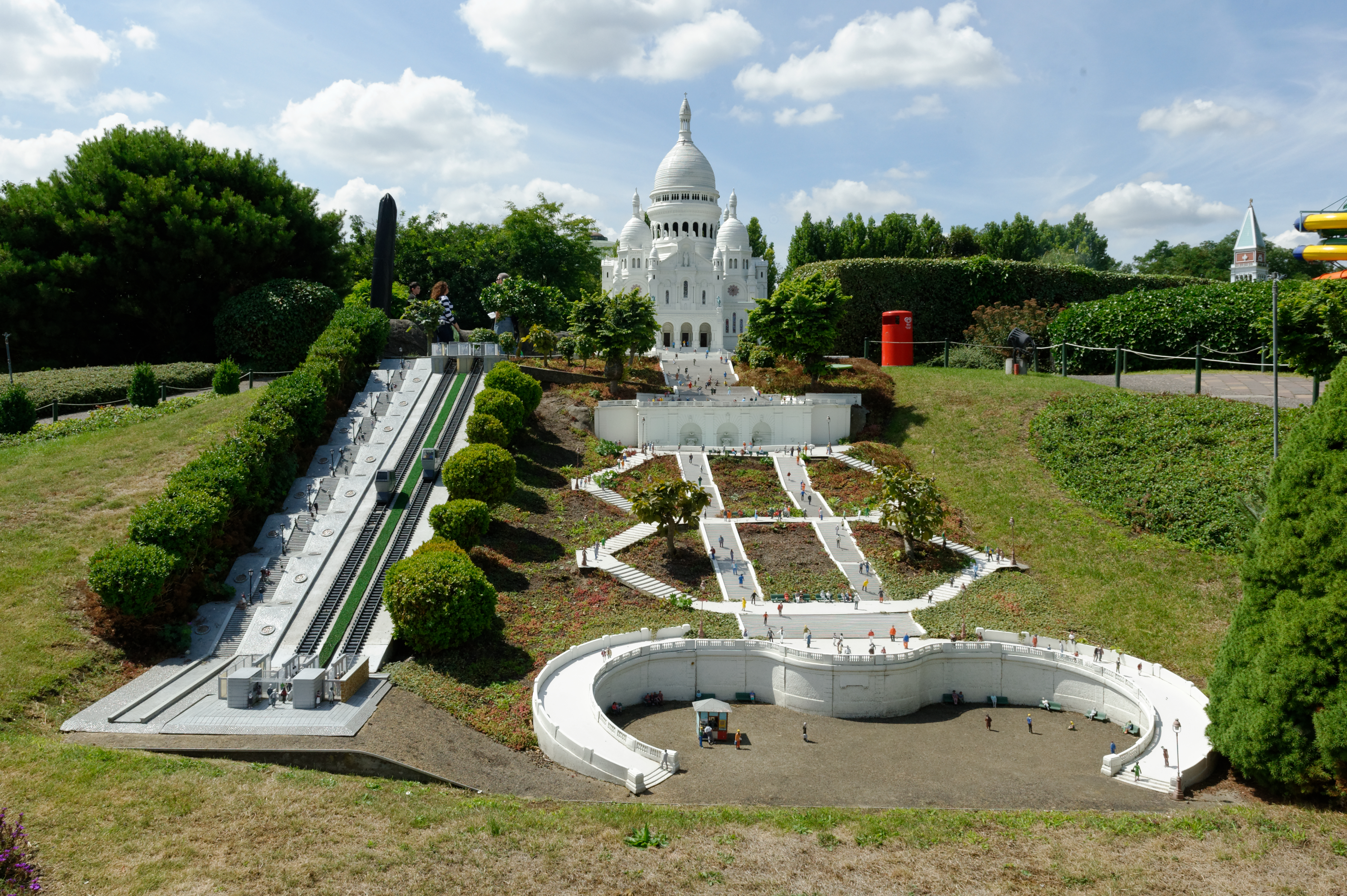
Sacré-Cœur de Montmartre
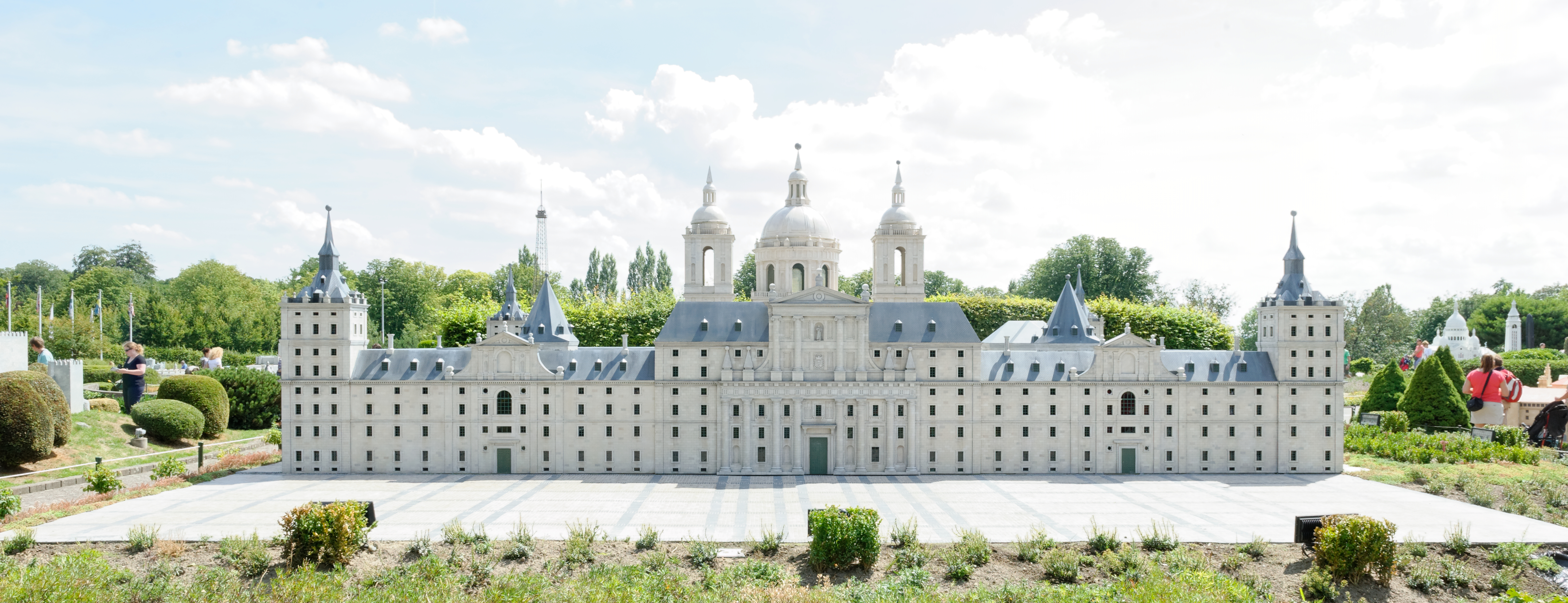
Real Sitio de San Lorenzo de El Escorial
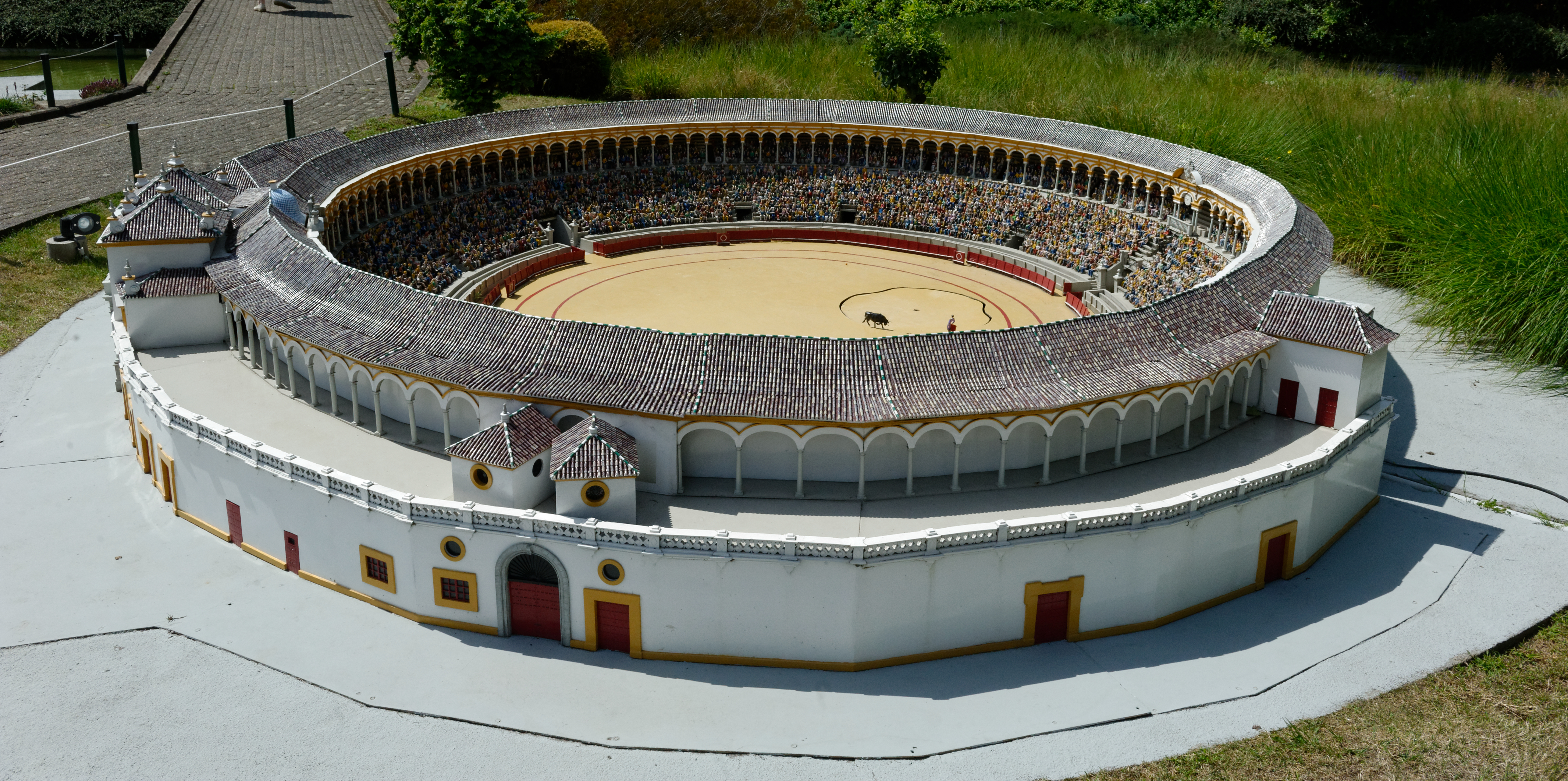
Stierkampfarena Sevilla
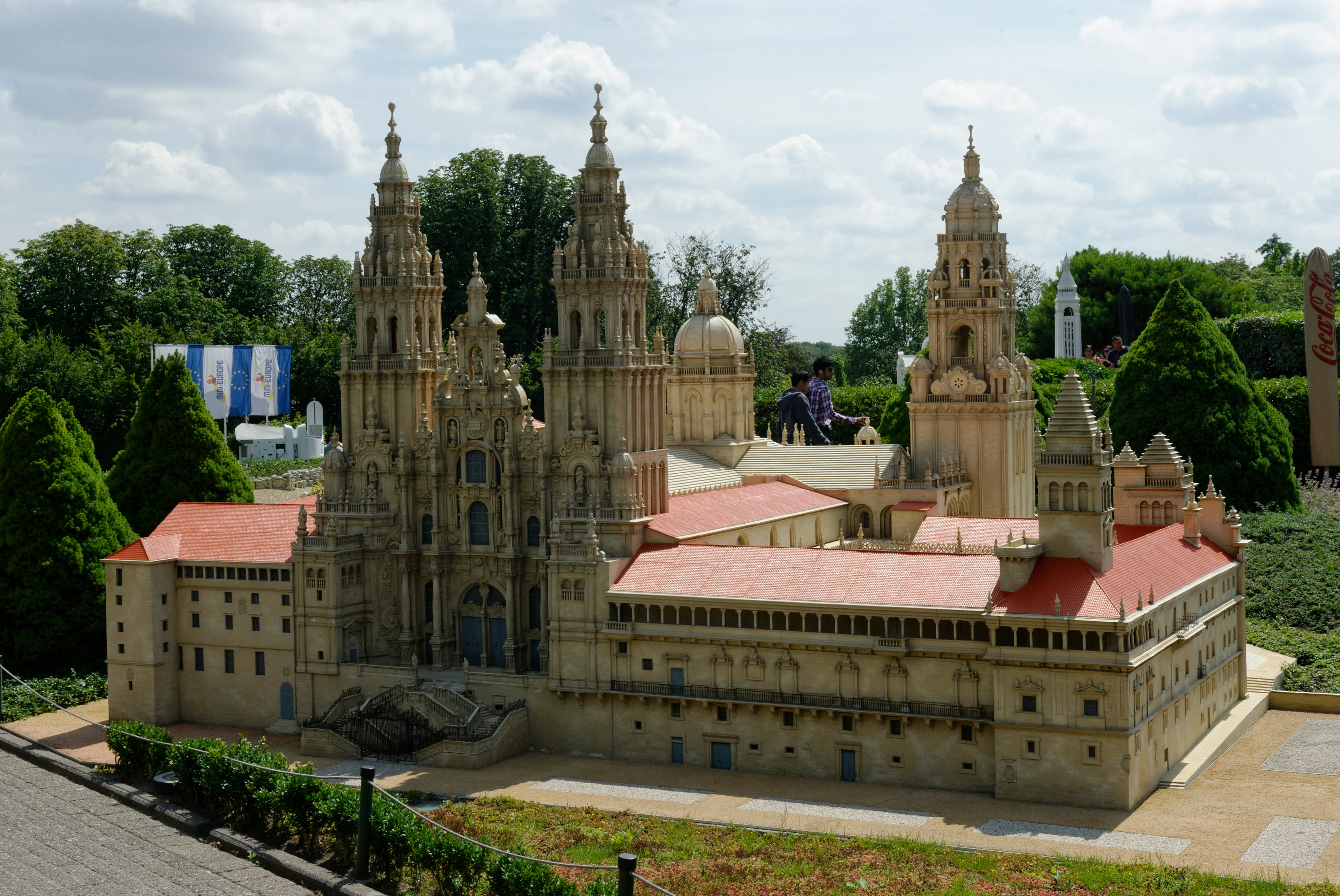
Kathedrale von Santiago de Compostela
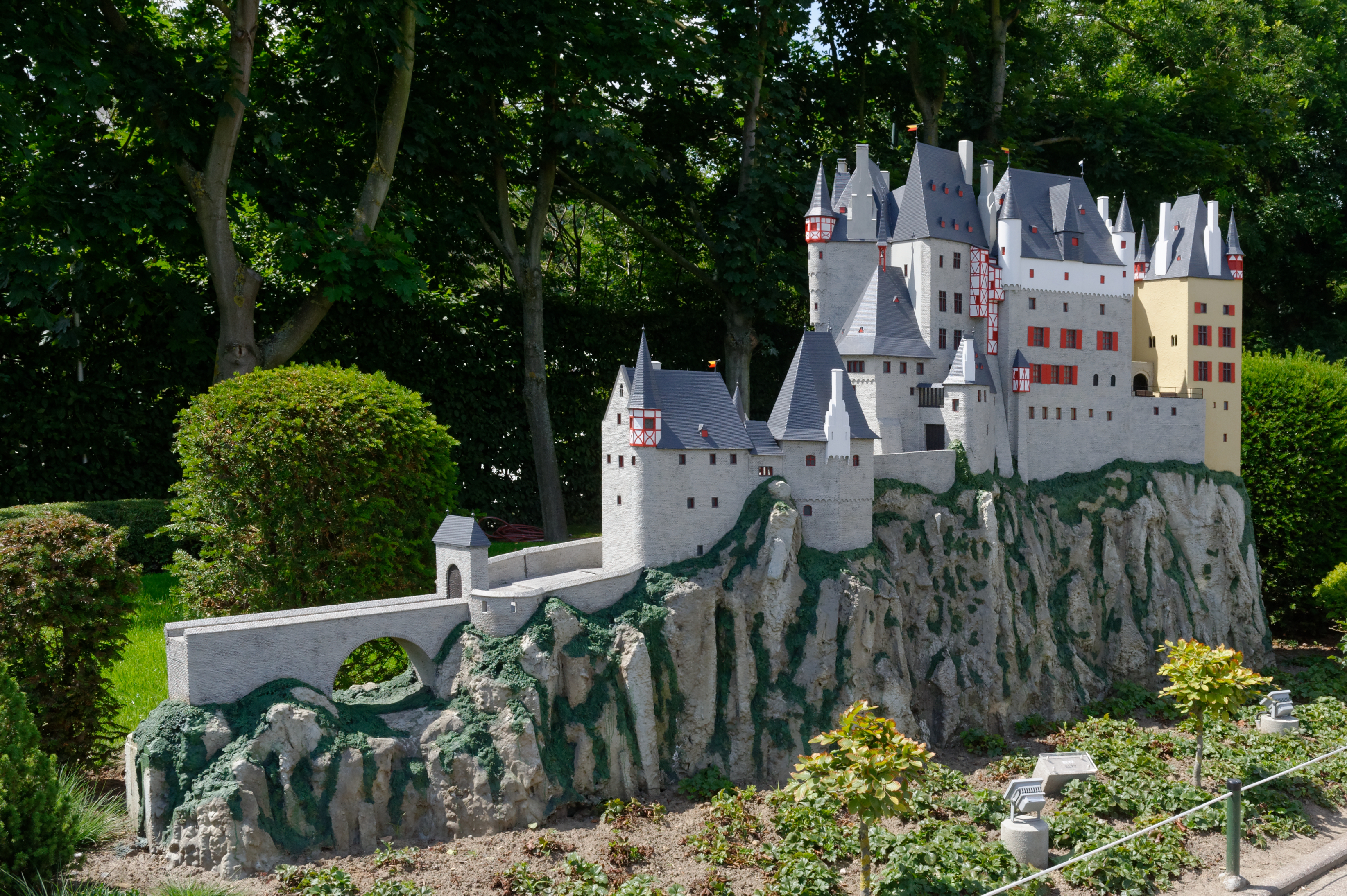
Burg Eltz
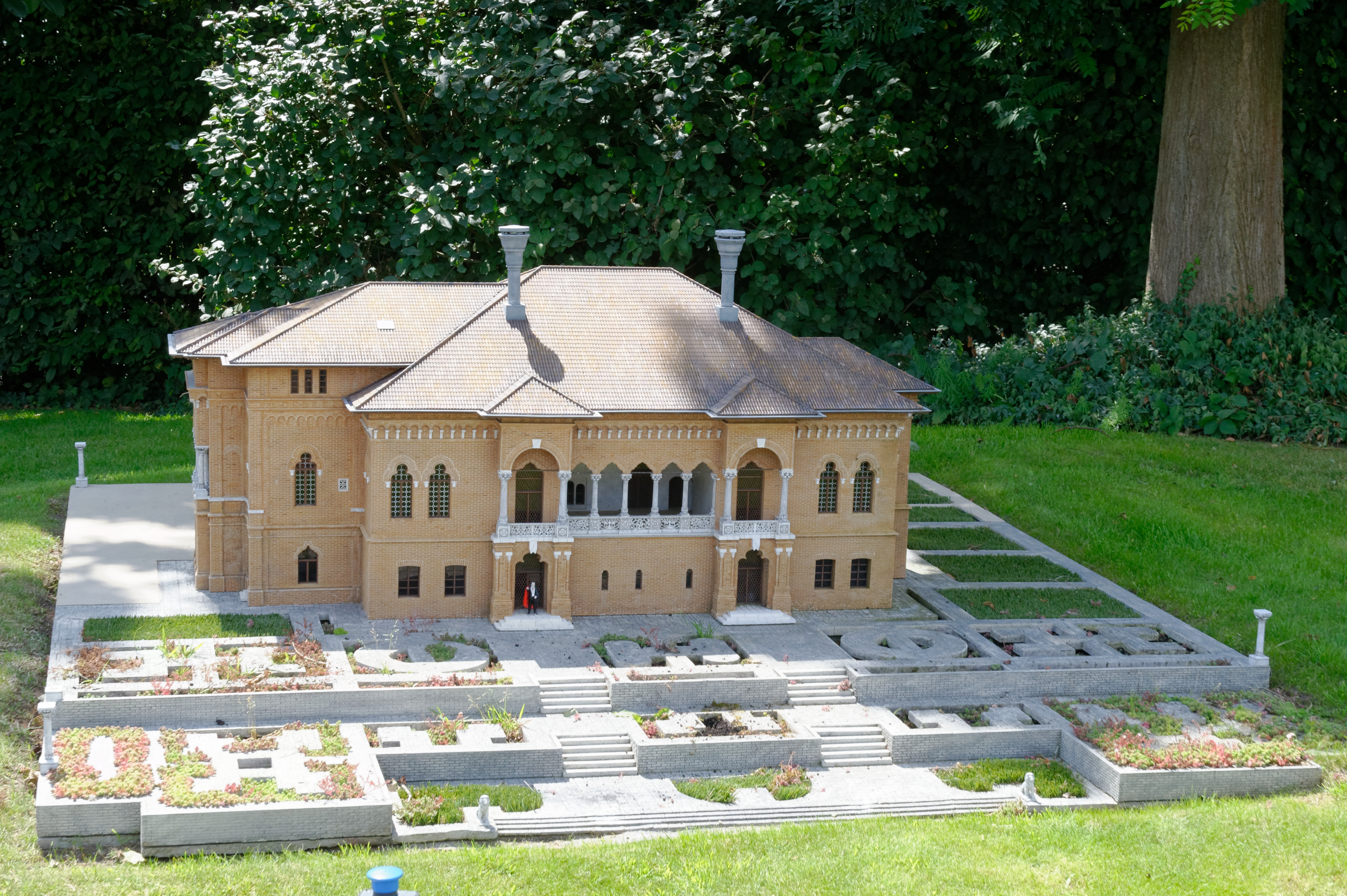
Schloss Mogoșoaia

### Belgien
Belgien wird repräsentiert durch
- das Curtiushaus in Lüttich,
- das Schloss Vêves (in der Gemeinde Celles, im Tal der Ry, einem Nebenfluss der Lesse),
- die Stiftskirche von Dinant,
- das Rathaus und die Gildehäuser von Brüssel,
- das Rathaus in Antwerpen mit dem davor stehenden Brabobrunnen und die Gildehäuser,
- das Rathaus in Löwen,
- das Rabot (eine Hebebrücke, mit Sperrwerk und Türmen) und die Graselei (eine Straße mit Getreidemarkt) in Gent,
- den Gerberplatz und der Belfried in Brügge,
- die Deutschordenskommende Alden Biesen,
- eine Bohrplattform.

### Bulgarien
Bulgarien wird repräsentiert durch das Rilakloster.

### Dänemark
Dänemark wird repräsentiert durch die Rekonstruktion der Wikingerburg Trelleborg und den Nyhavn sowie der Börse in Kopenhagen.

### Deutschland

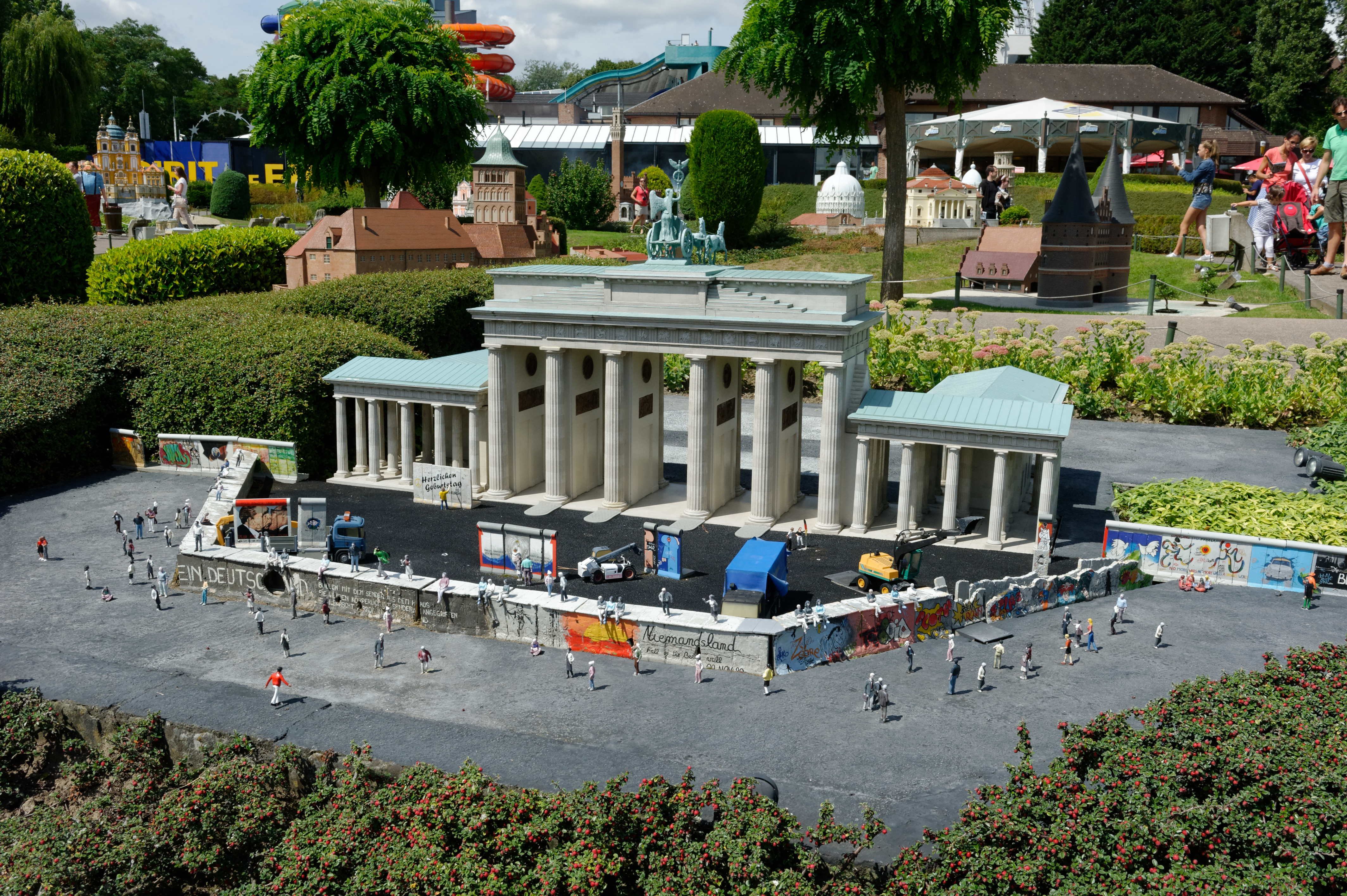
Brandenburger Tor mit der Berliner Mauer

Deutschland wird repräsentiert durch
- das Holstentor in Lübeck,
- das Brandenburger Tor in Berlin,
- den Dom zu Speyer,
- den Jahrtausendturm – das Wahrzeichen der Bundesgartenschau im Elbauenpark in Magdeburg,
- das Osthofentor in Soest,
- das Beethoven-Haus in Bonn,
- die Porta Nigra in Trier,
- die Burg Eltz,
- die Wallfahrtskirche in Wies (Bayern).

### Estland
Estland wird repräsentiert durch den Kanonenturm in Tallinn, auch „dicke Margarete“ genannt, wahrscheinlich nach Königin Margarete von Dänemark benannt.

### Finnland

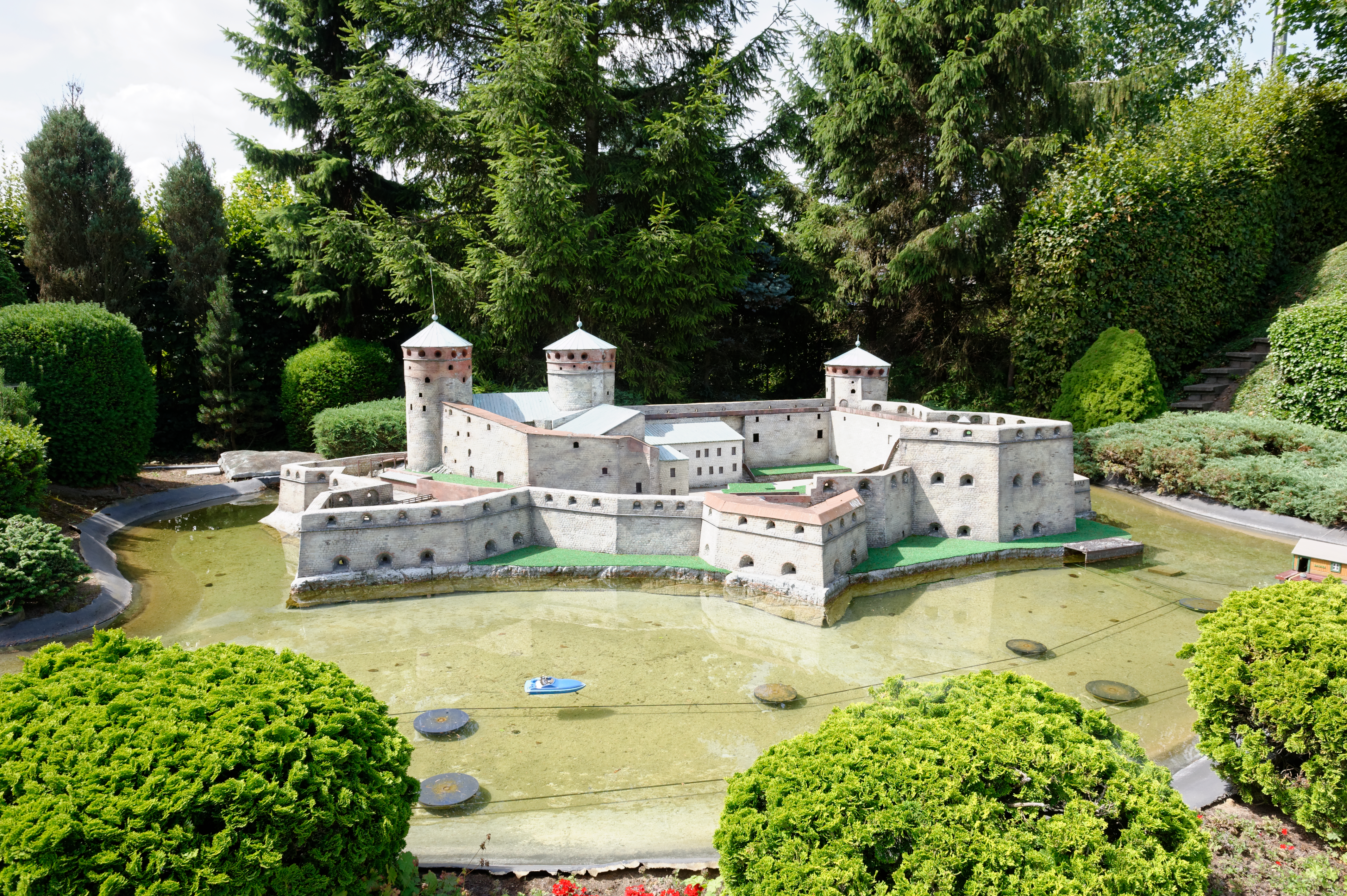
Olavinlinna

Finnland wird repräsentiert durch die Burg Olavinlinna.

### Frankreich
Frankreich wird repräsentiert durch
- den Eiffelturm,
- den Arc de Triomphe sowie

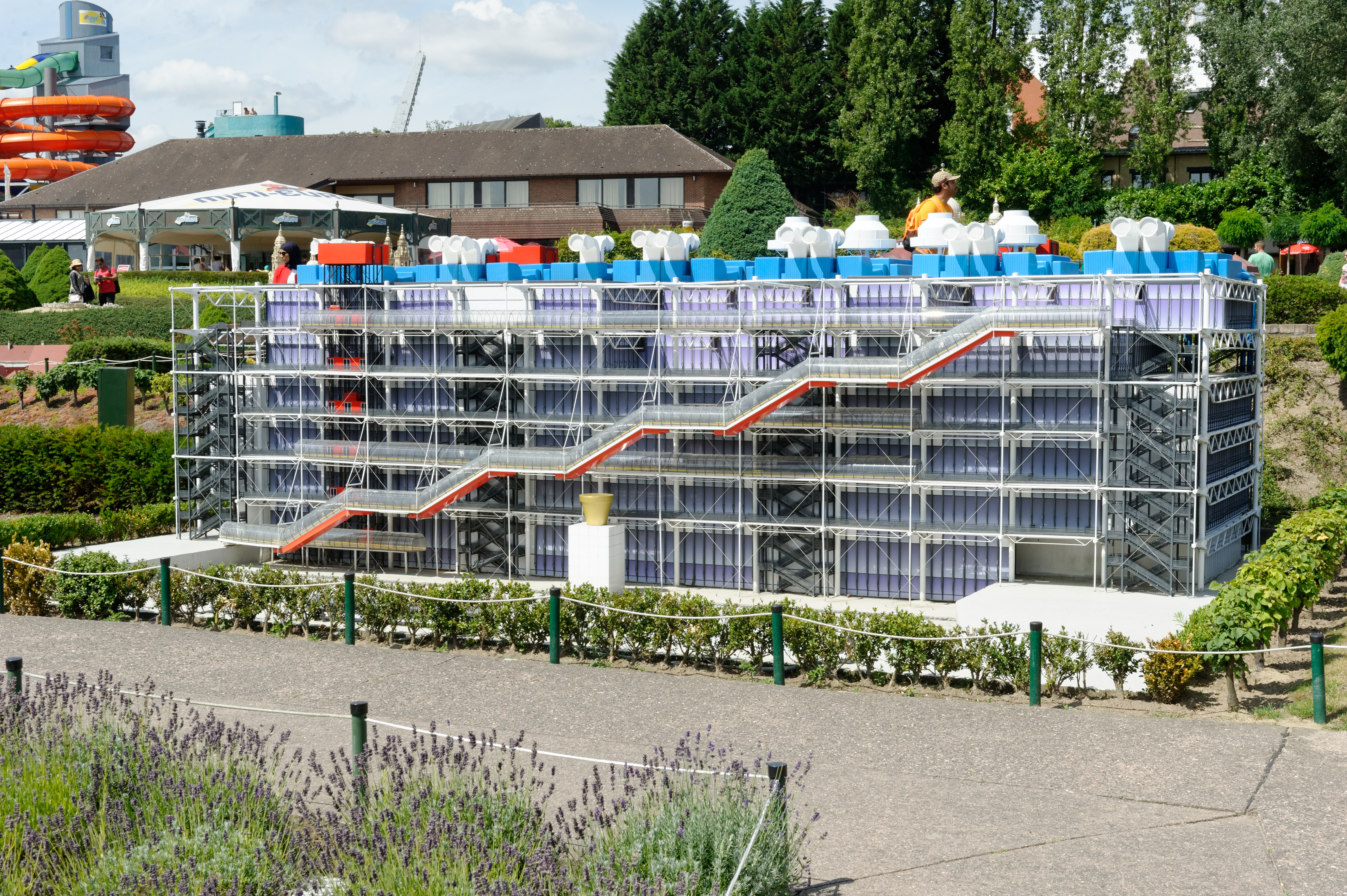
Centre Georges-Pompidou

- die Basilique du Sacré-Cœur in Paris,
- die Wallfahrtskirche Notre Dame du Haut in Ronchamp,
- das Schloss Clos de Vougeot,
- das Schloss Chenonceau,
- die Königliche Saline in Arc-et-Senans,
- Airbus-Flugzeuge,
- den Hochgeschwindigkeitszug Thalys,
- einen Hafen (als Symbol für die großen europäischen Häfen – Marseille in Frankreich, Rotterdam in den Niederlanden, Antwerpen in Belgien, Hamburg in Deutschland).
- Für die französischen Überseegebiete steht ein Modell der Trägerrakete Ariane 5.
- Das Museum Centre Georges-Pompidou

### Griechenland
Griechenland wird repräsentiert durch die Akropolis in Athen.

### Großbritannien

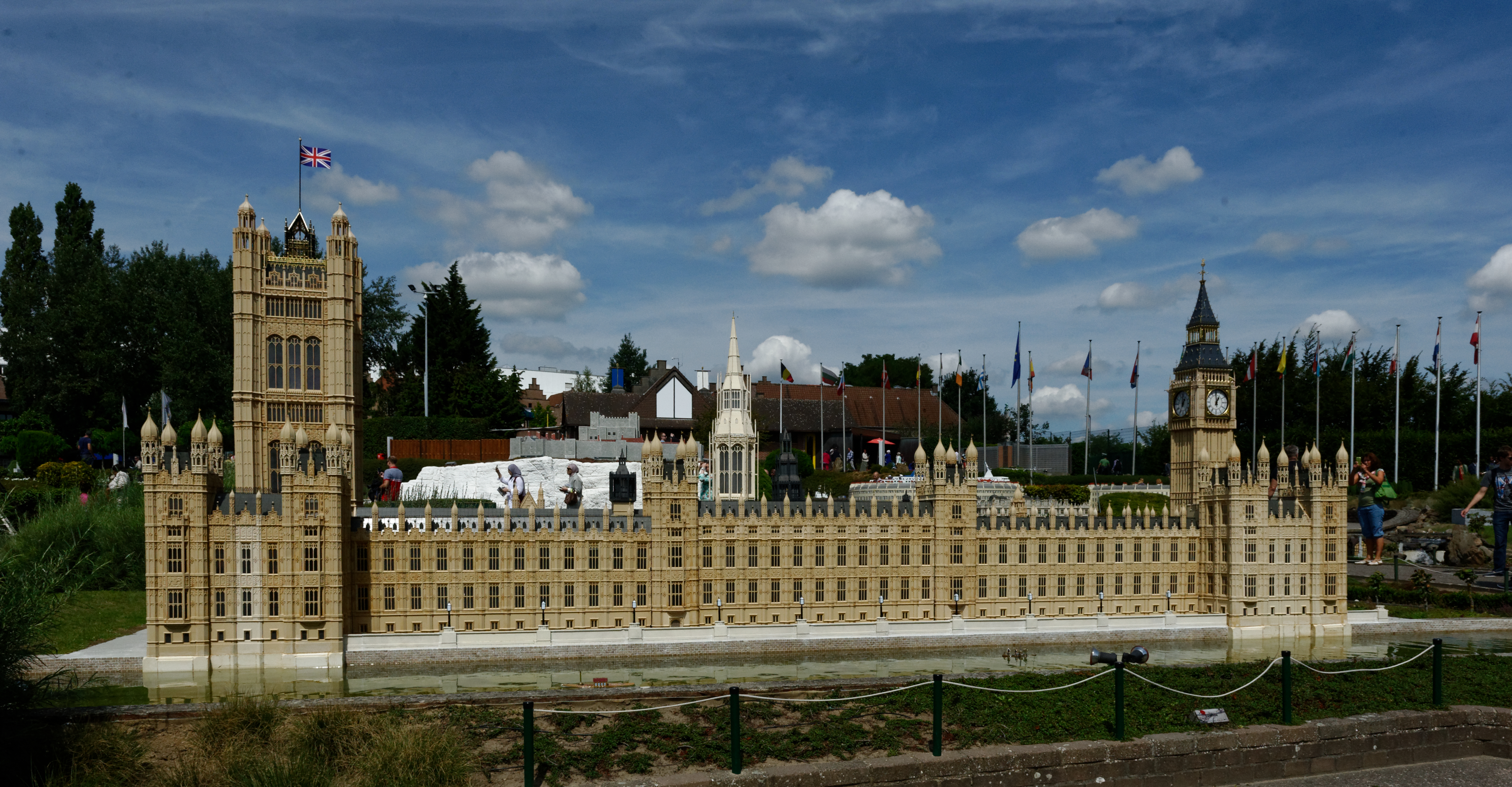
Palace of Westminster

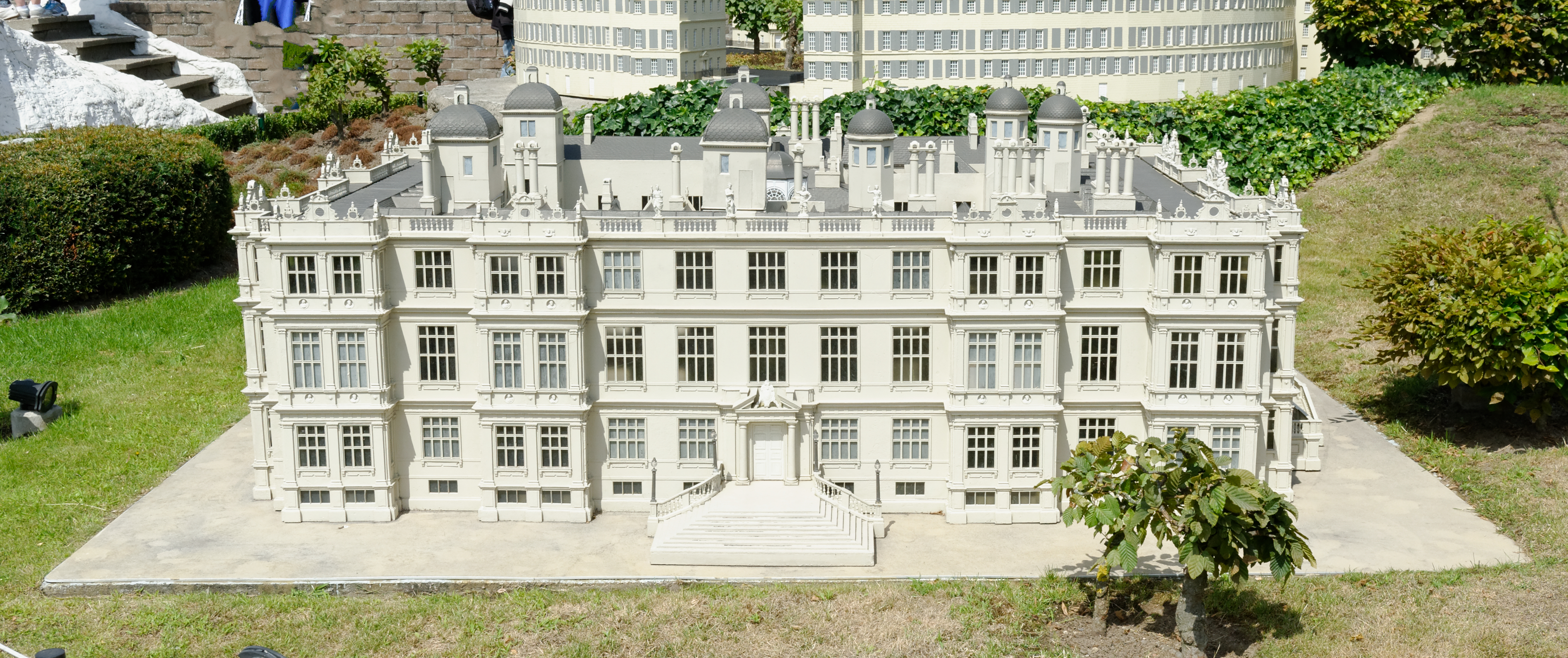
Longleaf House

Großbritannien wird repräsentiert durch
- die Houses of Parliament,
- das Geburtshaus von William Shakespeare in Stratford-upon-Avon und
- das Geburtshaus seiner Frau (Anne Hathaway Cottage) – ein ländliches Haus aus der elisabethanischen Zeit im 1,5 km entfernten Dorf Shottery,
- typisch englische Gebäude im English Village – mit St.-Mary-Kirche und St.-John-Kirche, Metzgerei, Postamt und Pub,
- Longleat House (das Landgut der Marquis von Bath),
- The Circus und The Royal Crescent in Bath,
- die Pride of Dover (eine Kanalfähre der Jumboklasse),
- Dover Castle auf dem weißen Kreidefelsen in Dover sowie
- die Häuserzeile Athol Terrace am Fuß des Kreidefelsens und
- ein Modell des Eurotunnels.

### Irland
Irland wird repräsentiert durch
- den Klosterkomplex in Glendalough (Kevin's Church mit einem 33 m hohen Kirchturm),
- das Gallarus Oratory im County Kerry
- St. Patricks Rock in Cashel (Rock of Cashel).

### Italien
Italien wird repräsentiert durch
- den Schiefen Turm von Pisa (Campanile),
- den romanischen Dom zu Pisa,
- das Baptisterium in Pisa,
- den Trevi-Brunnen in Rom
- den Palazzo Pubblico in Siena,
- den Vulkan Vesuv am Golf von Neapel,
- das süditalienische Städtchen Alberobello mit seinen Trulli (Häuser mit kegelförmigen Dächern),
- den Dogenpalast in Venedig und
- die Villa Rotonda bei Vicenza.

### Kroatien

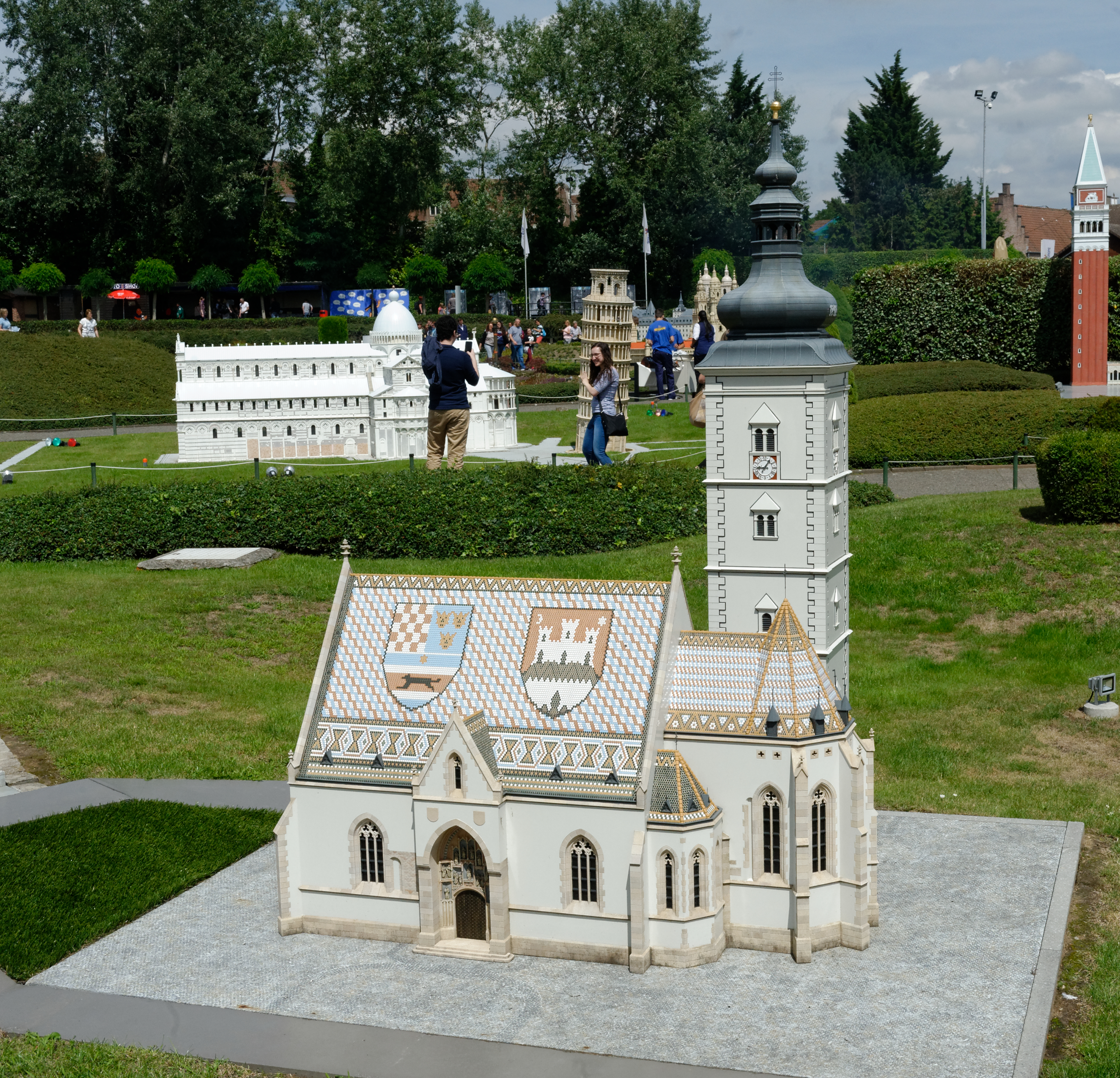
St.-Markus-Kirche

Kroatien wird repräsentiert durch die St.-Markus-Kirche in Zagreb.

### Lettland
Lettland wird repräsentiert durch das Denkmal der Freiheit in Riga.

### Litauen
Litauen wird repräsentiert durch die Universität von Vilnius.

### Luxemburg
Luxemburg wird repräsentiert durch die Adolphe-Brücke.

### Malta

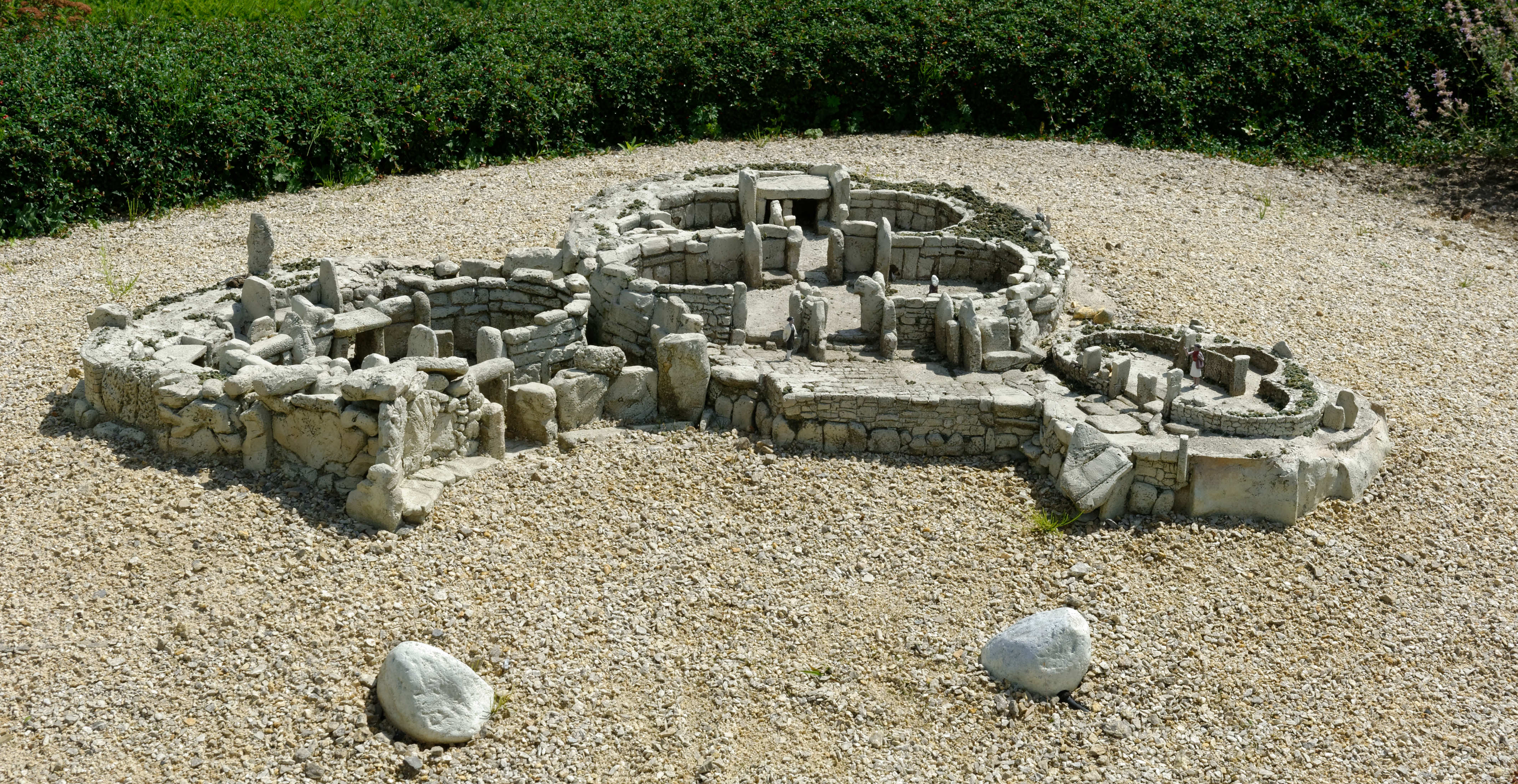
Tempel von Mnajdra

Malta wird repräsentiert durch den Tempel von Mnajdra (3500 v. Chr.).

### Die Niederlande
Die Niederlande werden repräsentiert durch
- das Rathaus in Maastricht,
- die mittelalterliche Burg Hoensbroek bei Heerlen in Südlimburg,
- Handels- und Bauernhäuser in Ootmarsum,
- das Patrizierhaus Kloveniersdoelen in Middelburg,
- Bauernhäuser im Museumsdorf Orvelte (Provinz Drenthe),
- das Gasthaus Waage in Alkmaar,
- die Windmühlen in Kinderdijk,
- Grachten in Amsterdam,
- Häuser der Doelenkade in Hoorn und
- das Rathaus und zwei Häuser in Veere.

### Österreich

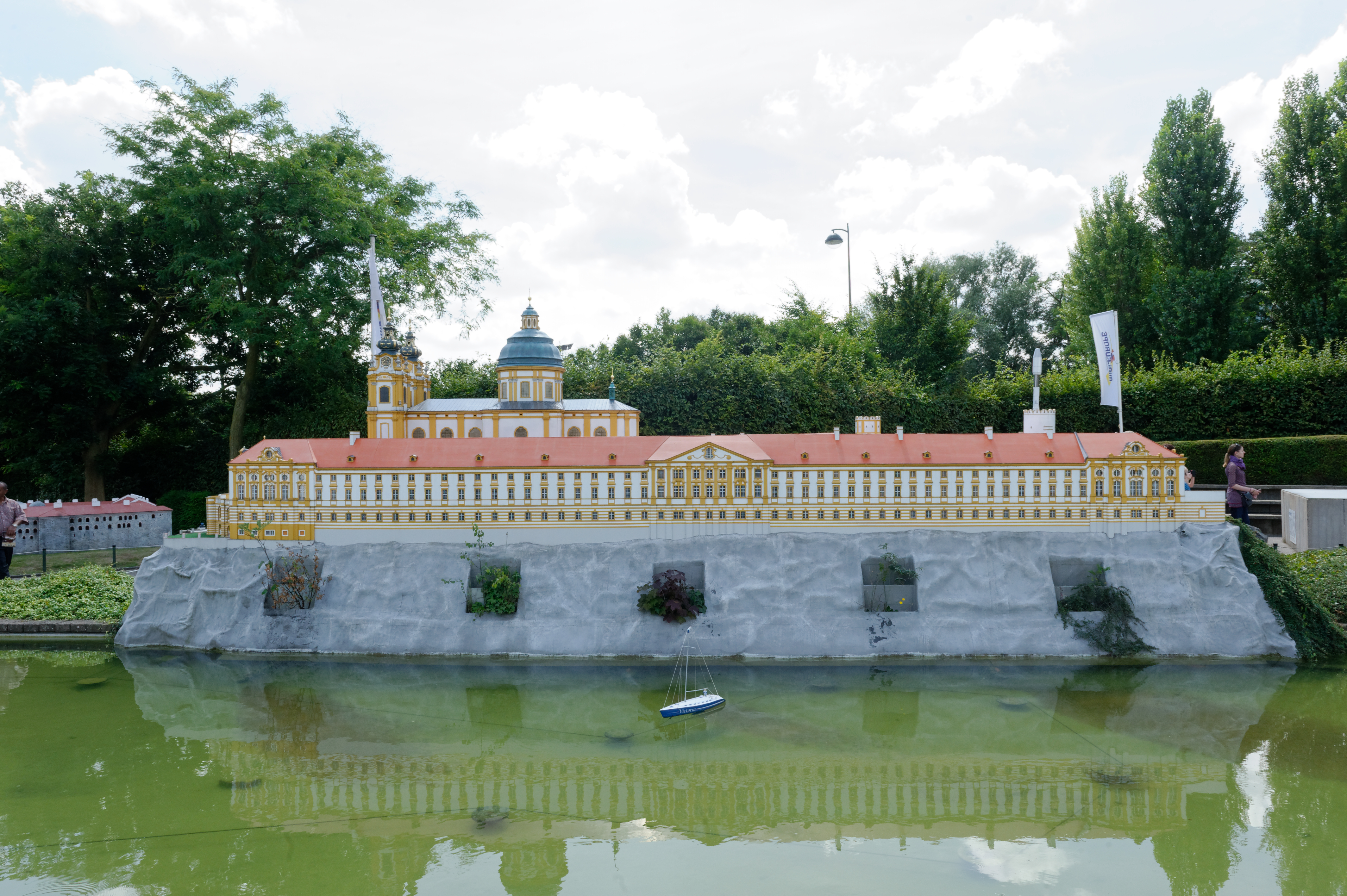
Stift Melk

Österreich wird repräsentiert durch das Stift Melk.

### Polen
Polen wird repräsentiert durch
- den Artushof mit dem gegenüberliegenden
- Neptunbrunnen in Danzig und
- das Denkmal Drei Kreuze (gewidmet den 1970 getöteten Arbeitern des Marinestützpunktes).

### Portugal
Portugal wird repräsentiert durch
- den Torre de Belém in Lissabon,

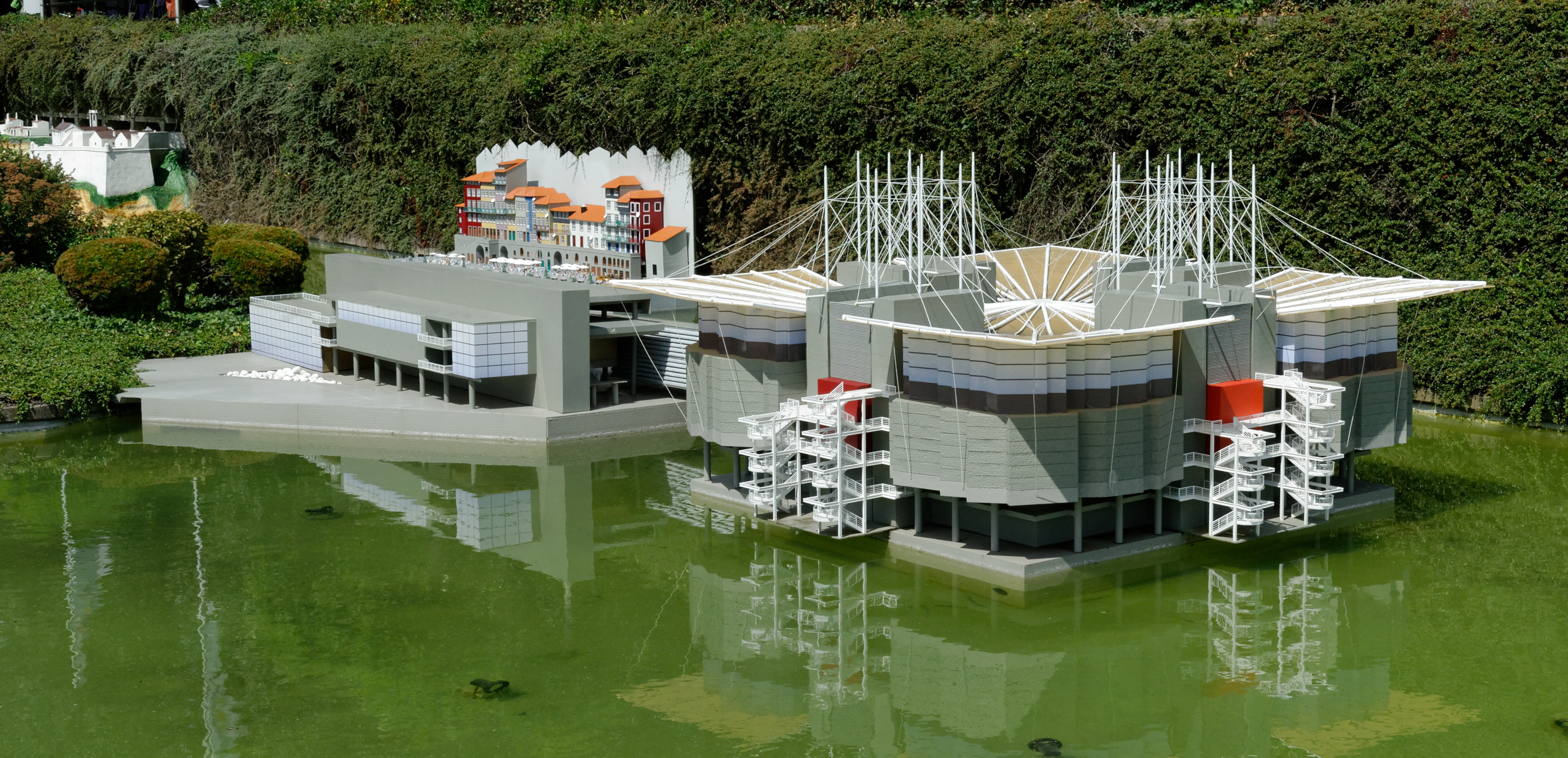
Oceanário de Lisboa

- den Palast der Ozeane von der Expo 98 in Lissabon,
- das Castell Guimarães – der Wiege Portugals,
- die Cais da Ribeira (Uferpromenade) – die Altstadt von Porto und
- die Algarve.

### Rumänien
Rumänien wird repräsentiert durch das Schloss Mogoșoaia.

### Schweden
Schweden wird repräsentiert durch das neue Rathaus in Stockholm (Stockholms stadshus).

### Slowakei

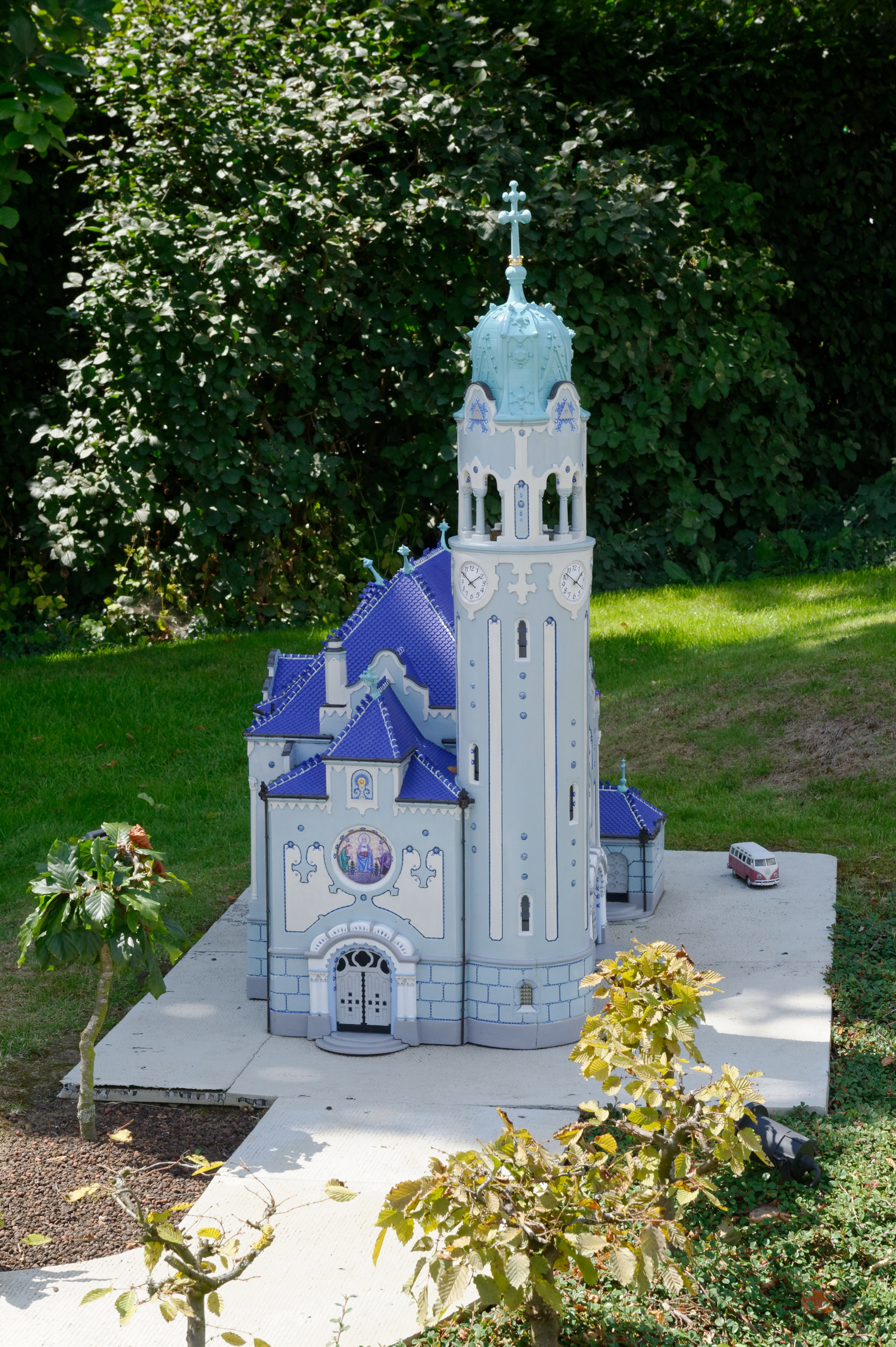
Blaue Kirche (Sankt-Elisabeth-Kirche)

Die Slowakei wird repräsentiert durch die Blaue Kirche (Sankt-Elisabeth-Kirche) in Bratislava.

### Slowenien
Slowenien wird repräsentiert durch die Drei Brücken in Ljubljana.

### Spanien
Spanien wird repräsentiert durch
- das Kloster El Escorial,
- die Landschaft La Mancha,

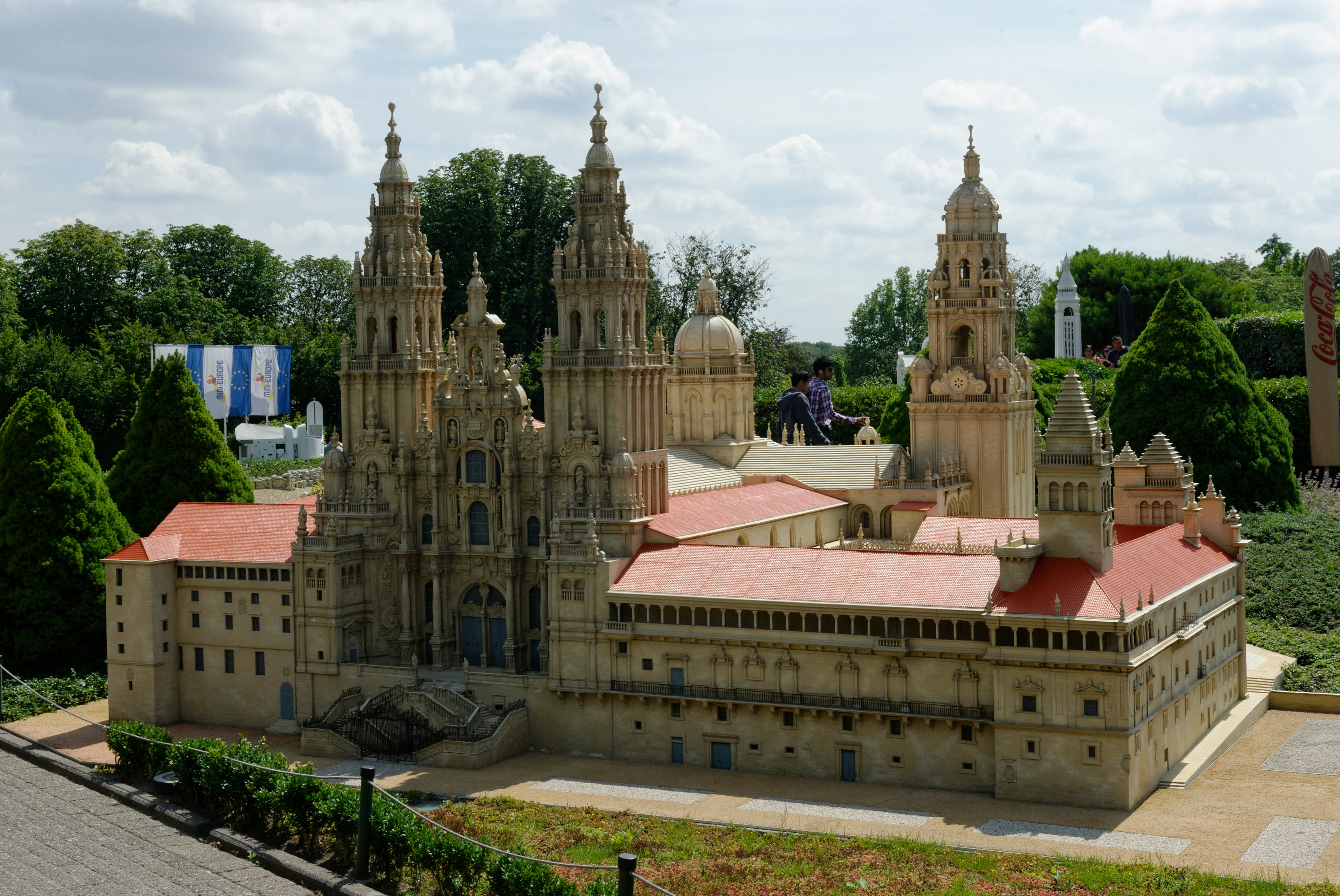
Modell in Park Mini Europa in Brüssel

- die Plaza de Toros (Stierkampfarena) in Sevilla,
- das Monumento a Colon (Kolumbus-Denkmal) in Barcelona und
- die Kathedrale von Santiago de Compostela.

### Tschechien
Tschechien wird repräsentiert durch das Altstädter Rathaus mit der Astronomischen Uhr in Prag.

### Ungarn

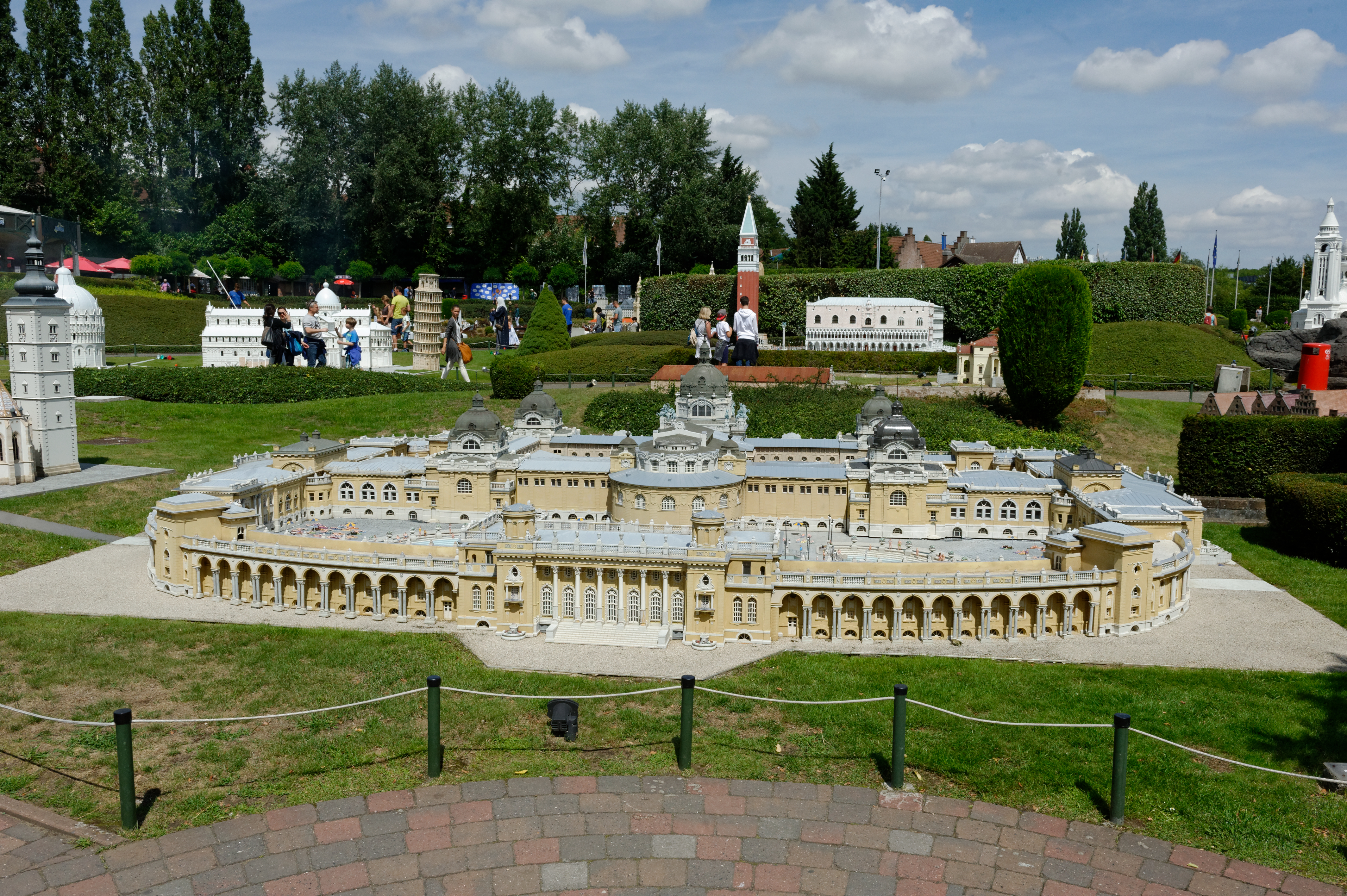
Széchenyi Heilbad

Ungarn wird repräsentiert durch das Széchenyi-Bad im Varosliget-Park in Budapest.

### Zypern
Zypern wird repräsentiert durch das Kourion-Amphitheater in Limassol.